# Burgess Jenkins
Burgess Jenkins es un actor estadounidense, más conocido por interpretar a Billy Abbott en la serie The Young and the Restless.

## Biografía
Burgess está casado con la actriz Ashlee Payne, con quien tiene un hijo.

## Carrera
En 2013 se unió al elenco recurrente de la séptima temporada de la serie Army Wives, donde interpretó al sargento Eddie Hall. Anteriormente había aparecido por primera vez en la serie en 2009, cuando interpretó al major Kurt Dandridge durante los episodios "Post and Prejudice" y "Onward Christian Soldier". El 24 de junio de 2014 se unió al elenco de la serie The Young and the Restless, donde interpreta a William "Billy" Abbott, hasta 2016.

## Filmografía

### Series de televisión
| Año         | Título                     | Personaje       | Notas         |
| ----------- | -------------------------- | --------------- | ------------- |
| 2014 - 2016 | The Young and the Restless | Billy Abbott    | 126 episodios |
| 2013        | Army Wives                 | Sgt. Eddie Hall | 12 episodios  |

### Películas
| Año  | Título              | Personaje | Notas |
| ---- | ------------------- | --------- | --- |
| 2000 | Remember the Titans | Ray Budds | junto a Denzel Washington, Will Patton, Wood Harris, Ryan Hurst, Donald Faison, Craig Kirkwood, Ethan Suplee & Kip Pardue |

### Director y productor
| Año  | Título     | Notas        |
| ---- | ---------- | ------------ |
| 2015 | StaleMate  | co-productor |
| 2014 | Hero       | productor    |
| 2013 | Find a Way | director     |
| 2009 | Wesley     | co-productor |

### Teatro
| Año | Título     | Personaje | Teatro              |
| --- | ---------- | --------- | ------------------- |
| -   | Sightlines | David     | Secret Rose Theatre |